# Distretto di Tiruvallur
Il distretto di Tiruvallur è un distretto del Tamil Nadu, in India, di 2 738 866 abitanti. Il suo capoluogo è Tiruvallur.